# 河村耕史
河村 耕史（かわむら こうじ、1977年 - ）は、日本の環境生態学・農学者。大阪工業大学工学部環境工学科准教授、環境バイオリソース研究センター（RCEB: Research Center for Environmental Bioresource）センター長、遺伝子組換え実験等安全委員会委員。農学博士（京都大学）。ビオトープ施工管理士。元日本学術振興会特別研究員。
主な専門は、環境生態学/森林生態学・エコロジー、農業環境工学・園芸学（ハイテク農業、アグリテック含む）、生産環境工学・緑化工学（藻類バイオマス/バイオ燃料、グリーンテクノロジーなど）、生命環境学・バイオテクノロジー（特に遺伝子組み換え）。
特に、SDGsグローバル指標に密接に関わるカーボンニュートラルの実現に向けて、次世代バイオ燃料「緑の原油」として有望とされている微細藻類オイルの研究では、近年イギリスの権威ある学術誌ネイチャーにも取り上げられている（Article 16974, 2019年）。

## 経歴
1999年京都大学農学部生産環境科学科卒業。2004年同大学大学院農学研究科地域環境科学専攻博士後期課程修了、農学博士（京都大学）。2004年同大学大学院農学研究科研修員。2005年森林総合研究所関西支所日本学術振興会特別研究員PD。2007年フランス国立農業研究所 (INRA) 遺伝園芸学ユニット博士研究員。2009年名古屋大学大学院生命農学研究科園芸科学研究室研究員を経て、2011年大阪工業大学工学部環境工学科に着任、准教授。2023年テキサスA&M大学海外研究派遣を経験。2024年大阪工業大学環境バイオリソース研究センター（RCEB: Research Center for Environmental Bioresource）センター長。
主な所属学会は、日本緑化工学会、日本微生物生態学会、日本森林学会、日本園芸学会、環境バイオテクノロジー学会。

## 主な著書
- 石井弘明 編集代表 共著、『森林生態学』 朝倉出版 2019年 ISBN 978-4-254-47054-3

## 主な研究
- 藻類バイオマス・オイル産生藻類の探索と培養実験 〜 カーボンニュートラルな次世代バイオ燃料
- 石油を作る微細藻類「ボツリオコッカス（ボツリオ）」について遺伝子解析からアプローチする研究[8]
- LED植物工場などのハイテク農業（アグリテック）の実験
- 森林表土を使った生物多様性緑化・エコロジーに関する研究 〜 環境生態学
- 園芸作物の遺伝子解読（遺伝子組換え・バイオテクノロジー含む）と多様性分析
- 大阪湾における溶存有機物の起源推定および栄養塩の形態変化 - 京都大学フィールド科学教育研究センター、大阪府立環境農林水産総合研究所との共同研究[9]

環境生態学の対外啓蒙活動として、科学技術振興機構 (JST) 主催「さくらサイエンスプログラム」2019で、大阪工業大学環境工学科とインドネシアのパランカラヤ大学、ムラワルマン大学、バクリ大学との合同国際PBL（テーマ：大都市の水環境問題）のサポートを行っている。